# Vila Nova de Cerveira e Lovelhe
Vila Nova de Cerveira e Lovelhe (oficialmente: União das Freguesias de Vila Nova de Cerveira e Lovelhe) é uma freguesia portuguesa do município de Vila Nova de Cerveira, com 6,9 km² de área e 1780 habitantes (censo de 2021). A sua densidade populacional é 258 hab./km².

## História
Foi criada aquando da reorganização administrativa de 2013, resultando da agregação das antigas freguesias de Vila Nova de Cerveira e Lovelhe.

## Demografia
A população registada nos censos foi:
| Distribuição da População por Grupos Etários | Distribuição da População por Grupos Etários | Distribuição da População por Grupos Etários | Distribuição da População por Grupos Etários | Distribuição da População por Grupos Etários | Distribuição da População por Grupos Etários |
| -------------------------------------------- | -------------------------------------------- | -------------------------------------------- | -------------------------------------------- | -------------------------------------------- | -------------------------------------------- |
| Antes da agregação                           |                                              |                                              |                                              |                                              |                                              |
| Ano                                          | 0-14 anos                                    | 15-24 anos                                   | 25-64 anos                                   | >= 65 anos                                   | Total                                        |
| 2001                                         | 228                                          | 235                                          | 852                                          | 389                                          | 1704                                         |
| 2011                                         | 234                                          | 181                                          | 1000                                         | 460                                          | 1875                                         |
| Após a agregação                             |                                              |                                              |                                              |                                              |                                              |
| Ano                                          | 0-14 anos                                    | 15-24 anos                                   | 25-64 anos                                   | >= 65 anos                                   | Total                                        |
| 2021                                         | 202                                          | 165                                          | 892                                          | 521                                          | 1780                                         |